# カリド・カラミ
カリド・カラミ（Khalid Karami、1989年12月29日 - ）は、オランダ・アムステルダム出身のサッカー選手。フィテッセ所属。ポジションはDF。

## 経歴
アムステルダムで生まれ、2011年にゴー・アヘッド・イーグルスに加入した。2011年8月5日、テルスターとのリーグ戦でデビューし、ゴー・アヘッドではリーグ通算65試合に出場した。2013年にSBVエクセルシオールに移籍した。この2013-14シーズン、右SBでレギュラーの座を掴み、クラブもエールディヴィジに昇格した。
2018年5月8日、フィテッセと2年契約を交わした。
2019年1月1日、NACブレダに期限付き移籍をした。
2019-20シーズンはスパルタ・ロッテルダムにレンタルされた。